# 张茅乡
张茅乡，是中华人民共和国河南省三門峽市陕州区下辖的一个乡镇级行政单位。

## 行政区划
张茅乡下辖以下地区：
西崖村、张茅村、后崖村、苏村、麻塘湾村、丁家庄村、草地村、杨村、韩家沟村、位村、东村、贯耳沟村、宋王庄村、清泉沟村、西坡脑村、白土坡村、山口村、上坡村、南头村、刘家河村、庙坡村和瓦山沟村。